# Universal Camouflage Pattern

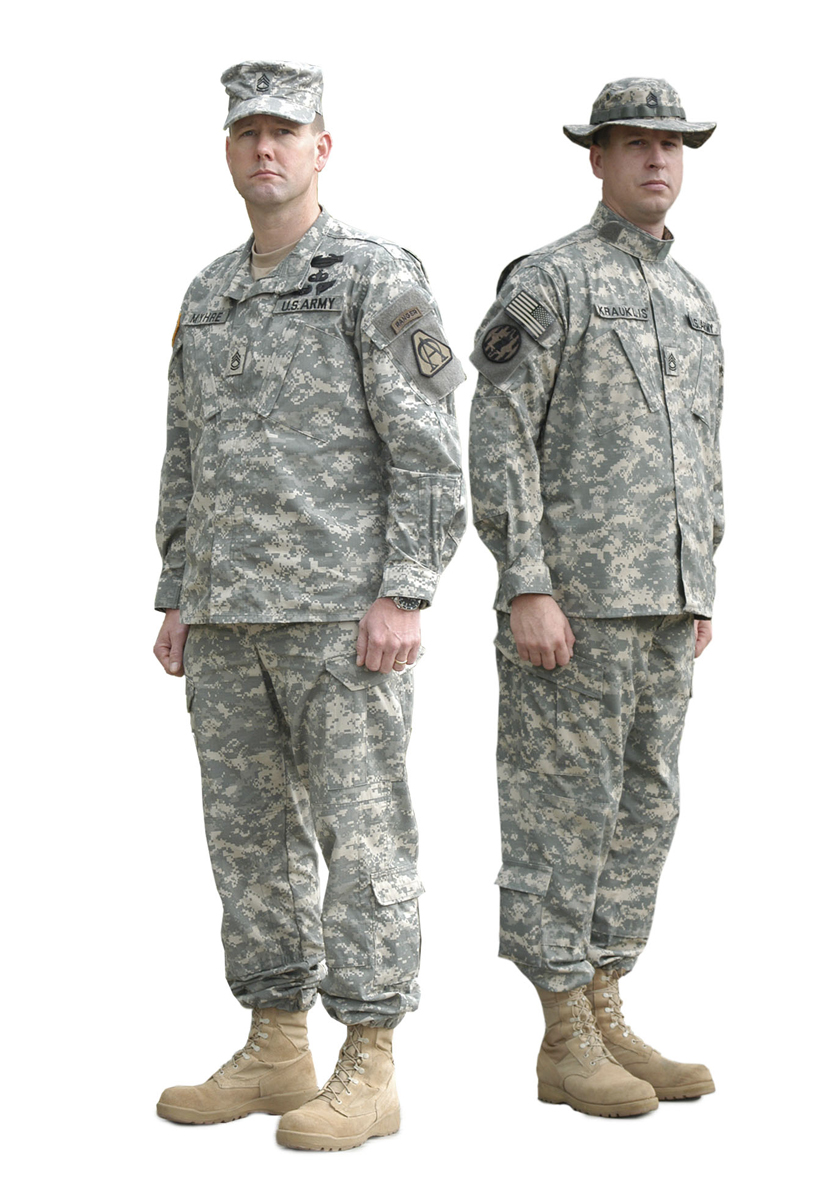
Deux soldats en 2005 portant l'uniforme de combat de l'US Army dans le motif de camouflage universel (Universal Camouflage Pattern).

Le motif de camouflage universel (Universal Camouflage Pattern - UCP) est un motif de camouflage militaire numérique anciennement utilisé par l'US Army (Armée de terre américaine) dans son uniforme de combat (Army Combat Uniform),. Les techniciens du Natick Soldier Systems Center ont tenté de concevoir un motif uniforme qui masquerait le porteur dans tous les environnements saisonniers. Des essais en laboratoire et sur le terrain réalisés entre 2003 et 2004 ont montré qu'un motif appelé All-Over-Brush (MultiCam Contractor Developed Mod) offrait la meilleure dissimulation parmi les motifs testés. All-Over-Brush a été sélectionné parmi dix autres motifs. Il a été observé à l'époque que l'inconvénient universel d'un motif tout-en-un signifiait un compromis et une efficacité moindre dans tous les environnements par rapport à une coloration plus efficace pour chaque environnement. En outre, le motif All-Over-Brush gagnant n'a pas été choisi comme UCP final, mais les dirigeants de l'US Army ont utilisé des images pixellisées tirées du CADPAT canadien et du MARPAT du corps des Marines américains, puis les ont recolorées sur la base de trois couleurs universelles développées lors des essais de l'Armée en 2002-2004, pour les appeler UCP. Si le motif pixellisé de l'UCP est similaire aux motifs de camouflage MARPAT et CADPAT utilisés par le Corps des Marines des États-Unis et les Forces armées canadiennes, sa coloration diffère sensiblement,. L'UCP final a ensuite été adopté sans avoir été testé sur le terrain par rapport à d'autres motifs.
Les soldats servant en Irak et en Afghanistan ont mis en doute l'efficacité de l'UCP pour les dissimuler aux yeux de l'ennemi et ont estimé que l'uniforme mettait en fait en danger leurs missions et leurs vies. En réponse, l'US Army a mené plusieurs études pour trouver une modification ou un remplacement du modèle standard. En juillet 2014, l'US Army a annoncé que le motif de camouflage opérationnel (Operational Camouflage Pattern - OCP) remplacerait tous les uniformes Army Combat Uniform (ACU) à motif UCP d'ici la fin du mois de septembre 2019,,,. Toutefois, l'UCP reste en service dans des conditions limitées, notamment sur certaines tenues de protection contre le froid et sur d'anciens gilets pare-balles.
En outre, après avoir utilisé l'OCP pendant plusieurs années comme uniforme de déploiement, l'Armée de l'air américaine (United States Air Force) a également décidé d'adopter l'OCP comme unique uniforme utilitaire pour tous les aviateurs, qu'ils soient en garnison ou déployés, afin de remplacer leur uniforme utilitaire pixellisé actuel, l'Airman Battle Uniform (ABU), dont l'apparence était similaire à celle de l'UCP. La date d'usure de l'ABU de l'Armée de l'air est fixée au 1er avril 2021.

## Sélection

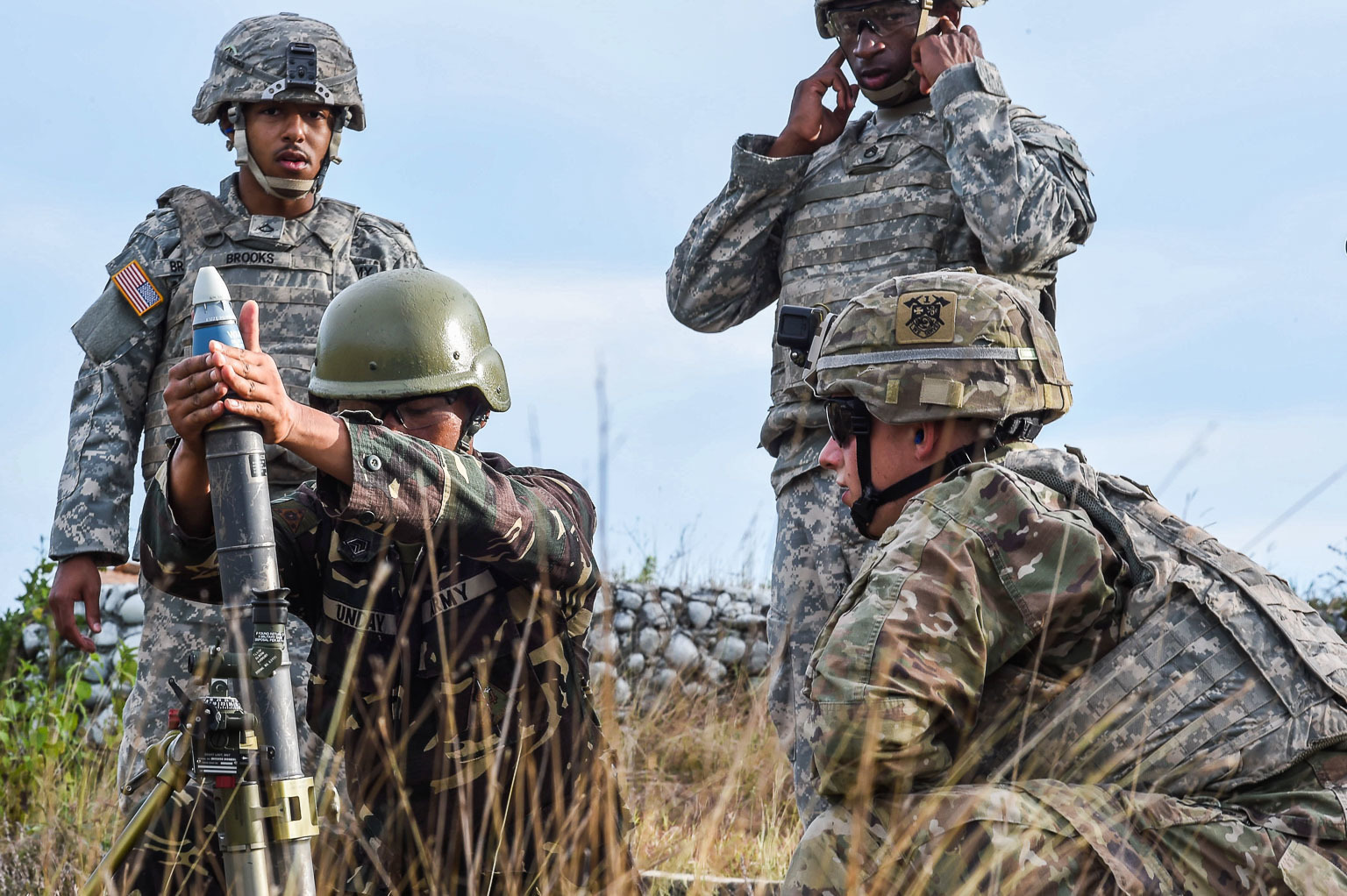
Soldats américains en mai 2017 portant l'ACU dans l'UCP

### Phase I

#### Motifs et couleurs initiaux
Trois motifs ont été développés, appelés All Over Brush, Track et Shadow Line. Pour chaque motif, il y avait quatre combinaisons de couleurs, qui correspondaient à un type de terrain spécifique, mais les quatre motifs utilisaient le beige comme couleur de base. Les trois couleurs restantes étaient le vert, le brun et le noir pour le motif Woodland, le beige foncé, le kaki et le brun pour le motif Desert, le gris clair, le gris moyen et le noir pour le motif Urban, et le beige foncé, le gris clair et le brun pour le motif Desert/Urbain.

#### Sites d'essai
Quinze évaluations ont eu lieu à Fort Benning, Fort Polk, Fort Irwin, Fort Lewis et Yakima, dans l'État de Washington. Les motifs de camouflage ont ensuite été évalués en fonction de leur mélange, de leur luminosité, de leur contraste et de leur détection par les soldats de l'armée américaine, de jour et de nuit, à l'aide d'appareils de vision nocturne.

#### Élimination des motifs
À l'issue des tests, le motif Shadow Line a été éliminé, de même que les motifs urbain et désertique/urbain de All Over Brush. Les quatre motifs Track ont été acceptés, de même que les motifs bois et désert d'All Over Brush.

### Phases II et III
Les motifs ont ensuite été modifiés et testés en même temps qu'un nouveau motif "Contractor-Developed Mod", MultiCam. Les essais dans le proche infrarouge ont permis de déterminer que le noir, le gris moyen et le tan moyen (ton pâle de brun) étaient les seules couleurs offrant des performances acceptables.

### Phase IV (niveau système)
Les quatre motifs restants (desert Brush, MultiCam, Woodland Track et Urban Track) ont ensuite été testés les uns à côté des autres dans des environnements urbains, forestiers et désertiques.

### Résultats
Le motif "desert Brush" a reçu la meilleure évaluation visuelle globale moyenne pendant la journée. Le motif développé par l'entrepreneur a reçu la meilleure note dans les environnements boisés, mais de faibles notes dans les environnements désertiques et urbains. Le modèle Urban Track était généralement le troisième ou le quatrième moins performant sur chaque site, mais il était le plus performant dans les environnements nocturnes. Les tests infrarouges ont montré des différences négligeables dans les performances des quatre motifs. Natick a classé les motifs du meilleur au pire comme suit : Desert Brush, Woodland Track Mod, Contractor-Developed Mod et Urban Track.

## Choix des couleurs
La palette de couleurs de l'uniforme de combat de l'Armée (Army Combat Uniform) est composée de tan (officiellement appelé Desert Sand 500), de gris (Urban Gray 501) et de vert sauge (Foliage Green 502). Le motif se distingue par l'élimination de la couleur noire, justifiée par le fait que le noir n'est pas une couleur que l'on trouve couramment dans la nature et que le noir pur vu à travers des lunettes de vision nocturne peut paraître extrêmement sombre et créer une image à fort contraste indésirable.
"Urban Grey 501" dans une gamme de gris dominants (à gauche) et

## Controverse

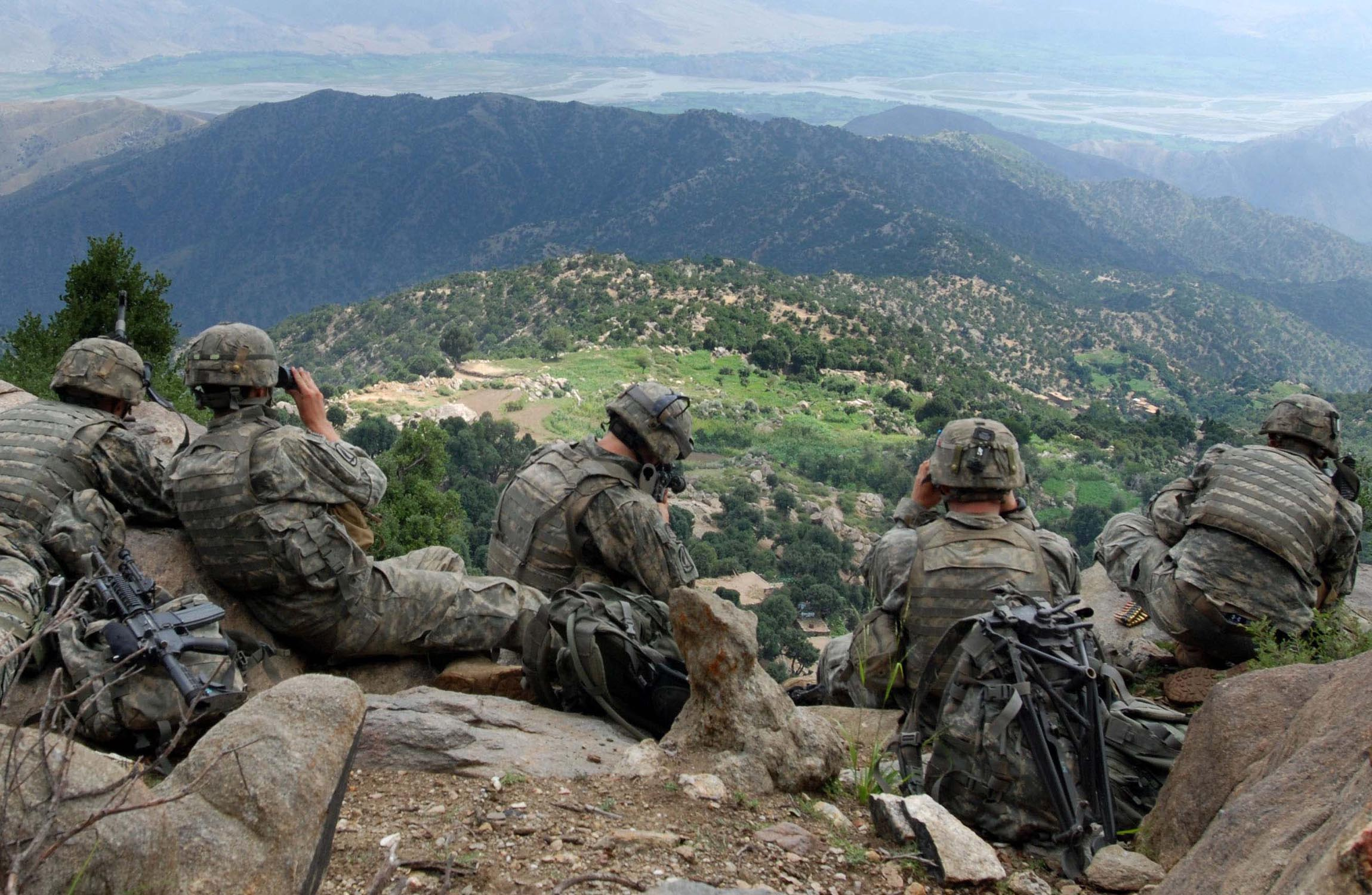
Soldats de l'armée américaine en mai 2006, portant le motif de camouflage universel dans la province de Kunar, en Afghanistan.

L'US Army a indiqué à tort aux médias que la base de l'UCP était le motif Urban Track, qui avait été modifié en supprimant le noir du motif et en le pixellisant. Des comparaisons de motifs ont par la suite permis d'établir que les informations fournies par l'US Army étaient incorrectes et que le motif était simplement une version tricolore du MARPAT, un dérivé du motif canadien CADPAT. L'US Army n'a présenté aucune preuve que le nouveau modèle UCP avait fait l'objet de tests appropriés sur le terrain.
À la suite des critiques formulées à l'encontre de l'efficacité médiocre du motif sur la plupart des terrains, notamment sur les théâtres d'opérations afghan et moyen-oriental, l'utilisation du motif a fait l'objet de discussions au sein du Sénat américain.
Lorsqu'il a été adopté par le Sénat, le projet de loi 2346 de la Chambre des représentants a exigé du département de la Défense (United States Department of Defense - DOD) qu'il "prenne des mesures immédiates pour fournir des uniformes de combat au personnel déployé en Afghanistan avec un motif de camouflage adapté à l'environnement de l'Afghanistan". L'US Army a ensuite entrepris de réévaluer les motifs de camouflage existants et alternatifs afin de déterminer si cette mesure était nécessaire. Les tests effectués par le Natick Soldier Systems Center (NSRDEC) de l'US Army ont montré que trois autres motifs étaient nettement plus performants que l'UCP dans les environnements désertiques et boisés. Quatre propositions commerciales ont été testées en vue de remplacer l'UCP pour l'US Army,.

## Arrêt et remplacement
En 2014, l'US Army a abandonné le motif de camouflage universel (Operational Camouflage Pattern) et les chercheurs de l'US Army ont travaillé sur un nouveau camouflage plus performant. Quatre nouveaux motifs ont été testés pour donner aux soldats différents motifs adaptés à différents environnements, plus un seul motif neutre, à utiliser sur les gilets pare-balles plus coûteux et d'autres équipements.
La sélection a nécessité des centaines d'essais sur ordinateur ainsi que des essais sur le terrain dans une demi-douzaine d'endroits dans le monde. En mai 2014, l'US Army a annoncé qu'un motif appelé Scorpion, un motif similaire au MultiCam qui a été développé pour le programme Objective Force Warrior en 2002 et modifié en 2009 (version W2), avait été choisi pour remplacer l'UCP. Le 31 juillet 2014, l'US Army a officiellement annoncé que le motif de camouflage opérationnel (Operational Camouflage Pattern - OCP) commencerait à être distribué sur les uniformes à l'été 2015.
Le nom "Operational Camouflage Pattern" (motif de camouflage opérationnel) met l'accent sur son utilisation au-delà de l'Afghanistan dans tous les commandements de combat, avec une famille de versions, y compris une variante jungle-bois sombre et un motif plus clair pour les déserts. Le motif de camouflage universel a été abandonné par l'Armée à la fin du mois de septembre 2019 pour les uniformes,,, bien qu'il soit encore utilisé de manière limitée sur d'autres équipements tels que certains gilets pare-balles et vêtements de protection contre le froid. Lorsque l'US Army a commencé à retirer progressivement l'UCP, de nombreuses forces de défense d'État ont commencé à l'adopter en tant qu'uniforme,.

## Utilisateurs

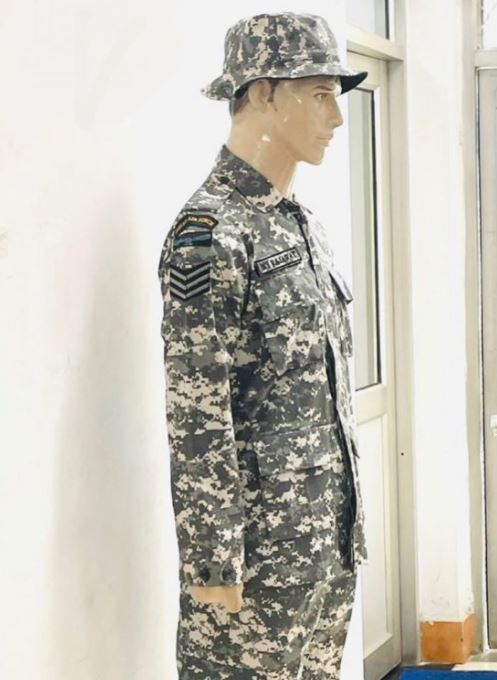
L'uniforme de camouflage de l'armée de l'air indienne adopté en 2022

### Actuel
- Arabie saoudite: Utilisé par le personnel de la Royal Saudi Air Force, qui a une palette de couleurs plus foncées.[27]
- Argentine: Utilisé par le Grupo Especial Uno.[28]
- Azerbaijan: Utilisé par le groupe spécial Kobra du ministère de l'intérieur azéri.[29]
- Bolivie: UCP ordinaire utilisé par les unités UTARC et GICE de la police bolivienne ; UCP sombre utilisé par l'UTOP.[30]
- * Bosnie-Herzégovine:
- Tchad: Clones d'UCP utilisés par certains commandos tchadiens et par les unités anti-braconnage de la gendarmerie tchadienne.[31]
- Chili[32]
- Chypre: Utilisé par les forces spéciales chypriotes.[33]
- Hongrie: Utilisé par les opérateurs du centre de lutte contre le terrorisme.[34]
- Inde: utilisé par les MARCOS et les commandos Paras pour les opérations urbaines[35]. L'armée de l'air indienne a adopté un modèle similaire en 2022[36].
- Iran: Clones de l'UCP utilisés par le commandement de la marine de la République islamique d'Iran et par certaines forces d'opérations spéciales basiji.[37]
- Kazakhstan: Utilisé par presque toutes les branches des forces terrestres kazakhes. Leur version de l'UCP est similaire à l'UCP-D, mais avec une incrustation vert clair au lieu d'une incrustation marron. Appelée "KazTcifra", elle constitue non seulement un mélange intéressant pour le porteur, mais elle s'adapte également bien au terrain[38].
- Liban: Les commandos de marine libanais utilisent à la fois des copies locales et des uniformes excédentaires de l'UCP ACU de l'armée américaine.
- Malaisie: Fourni et utilisé par l'unité Special Task and Rescue[39].
- Mexique: Utilisé par l'unité spéciale de lutte contre les enlèvements de la police de l'État de Sinaloa.[40]
- Monténégro: Utilisé par l'unité spéciale antiterroriste du Monténégro[41].
- Moldavie: Connu pour être utilisé par les opérateurs du Posebna Jedinica Policije.[42]
- Macédoine du Nord: Utilisé par le Rapid Deployment Unit
- Paraguay: Utilisé par l'unité Grupo Lince de la police nationale paraguayenne avec des palettes de couleurs sombres.[43]
- Pérou[32]
- Serbie: Utilisé par l'Unité spéciale antiterroriste serbe uniquement lors d'opérations à l'intérieur des villes avec des BDU à motif UCP[44]. Également utilisé par la Gendarmerie[45].
- Ukraine: Utilisé par les forces armées ukrainiennes régulières et certaines unités spéciales[46].

### Anciennement
- Corée du Sud: Porté par les unités KATUSA.[47]
- États-Unis: Ancien camouflage standard de l'U.S. Army de 2005 à 2019.[note 3][note 4]
  -  US Army: Gilets, sangles, équipements et couvre-casques utilisés pour la formation des réservistes.
  -  US Air Force: Utilisation de casques, de gilets, d'armures, de sangles et d'équipements de l'armée américaine pour collaborer avec les anciens Airman Battle Uniform.
  -  US Navy: Uniformes et équipements utilisés par les renforts individuels de la marine attachés aux unités de l'armée de terre.